# راتشیتسه (ناحیه راکوونیک)
راتشیتسه (به چکی: Račice) یک منطقهٔ مسکونی در جمهوری چک است که در ناحیه راکوونیک واقع شده‌است.